# Linea U8 (metropolitana di Berlino)
La linea U8 della metropolitana di Berlino (U-Bahn) è lunga 18,1 km e ha 24 stazioni.
Realizzata dalla AEG, fu inizialmente denominata Gesundbrunnen-Neuköllner-Bahn (GN-Bahn).
La linea U8 attraversa Berlino in direzione nord-sud passando per il centro della città, servendo così i quartieri di Wittenau, Reinickendorf, Gesundbrunnen, Mitte, Kreuzberg, Neukölln.
Durante gli anni di divisione della città il quartiere di Mitte era l'unico tra i quartieri attraversati dalla linea U8 ad appartenere al settore sovietico, e pertanto la linea U8, come anche la parallela linea U6, continuò a servire i cittadini di Berlino Ovest mentre le stazioni situate in Mitte restarono chiuse e furono così scenario del fenomeno delle Geisterbahnhöfe.

## Stazioni
| Stazioni                     | Interscambi    | Note |
| ---------------------------- | -------------- | ---- |
| Wittenau                     | S-Bahn         |      |
| Rathaus Reinickendorf        |                |      |
| Karl-Bonhoeffer-Nervenklinik | S-Bahn         |      |
| Lindauer Allee               |                |      |
| Paracelsus-Bad               |                |      |
| Residenzstraße               |                |      |
| Franz-Neumann-Platz          |                |      |
| Osloer Straße                | U9             |      |
| Pankstraße                   |                |      |
| Gesundbrunnen                | S-Bahn         |      |
| Voltastraße                  |                |      |
| Bernauer Straße              |                |      |
| Rosenthaler Platz            |                |      |
| Weinmeisterstraße            |                |      |
| Alexanderplatz               | U2, U5, S-Bahn |      |
| Jannowitzbrücke              | S-Bahn         |      |
| Heinrich-Heine-Straße        |                |      |
| Moritzplatz                  |                |      |
| Kottbusser Tor               | U1, U3         |      |
| Schönleinstraße              |                |      |
| Hermannplatz                 | U7             |      |
| Boddinstraße                 |                |      |
| Leinestraße                  |                |      |
| Hermannstraße                | S-Bahn         |      |

## Date di apertura
- 17 luglio 1927: Schönleinstraße – Boddinstraße
- 12 febbraio 1928: Schönleinstraße – Kottbusser Tor
- 6 aprile 1928: Kottbusser Tor – Heinrich-Heine-Straße
- 4 agosto 1929: Boddinstraße – Leinestraße
- 18 aprile 1930: Heinrich-Heine-Straße – Gesundbrunnen
- 2 ottobre 1977: Gesundbrunnen – Osloer Straße
- 27 aprile 1987: Osloer Straße – Paracelsus-Bad
- 24 settembre 1994: Paracelsus-Bad – Wittenau (Wilhelmsruher Damm)
- 13 luglio 1996: Leinestraße – Hermannstraße